# Cesarska Ves
 Cesarska Ves  (németül: Kaiserberg), falu Horvátországban Krapina-Zagorje megyében. Közigazgatásilag Klanjechez tartozik.

## Fekvése
Zágrábtól légvonalban 35 km-re, közúton 60 km-re északnyugatra, községközpontjától  1 km-re északra Horvát Zagorje területén, a megye délnyugati részén fekszik.

## Története
A falu határában állnak Császárvár romjai. A vár valószínűleg 13. századi eredetű, de csak 1399-től említik. 1399 és 1456 között a Cilleieké volt. Később kapitánya Tahy Ferenc volt. A várat 1573-ban a felkelő parasztok rombolták le. Utolsó említése a 17. században az Erdődy család birtokaként történik, akik a romos várat sorsára hagyták. Helyette Erdődy Tamás 1603-ban kastélyt épített. 
A településnek 1857-ben 89, 1910-ben 123 lakosa volt. Trianonig Varasd vármegye Klanjeci járásához tartozott.  2001-ben 69 lakosa volt. 

## Nevezetességei
A falutól 1 km-re nyugatra fekvő Császárvár (Cesargrad) romjai több helyen még ma is emeletnyi magasságban állnak. 